# Petrom Aviation
Petrom Aviation Otopeni este o companie care are ca activitate de bază comercializarea produselor petroliere de aviație (în principal petrol turboreactor) către companiile aeriene române și străine care operează pe aeroporturile din România.
Acționarul majoritar al companiei este Petrom, cu o deținere de 69,37% din titluri.
Titlurile Petrom Aviation se tranzacționează la categoria de bază a pieței Rasdaq, sub simbolul ROFU.
Cifra de afaceri:
- 2007: 154 milioane lei[1]
- 2005: 86 milioane lei (23,7 milioane euro)[2]